# Triệu Long (chính khách)
Triệu Long (tiếng Trung giản thể: 赵龙, bính âm Hán ngữ: Zhào Lóng, sinh tháng 9 năm 1967, người Hán) là chính trị gia nước Cộng hòa Nhân dân Trung Hoa. Ông là Ủy viên Ủy ban Trung ương Đảng Cộng sản Trung Quốc khóa XX, hiện là Phó Bí thư Tỉnh ủy, Bí thư Đảng tổ, Tỉnh trưởng Chính phủ Nhân dân tỉnh Phúc Kiến. Ông nguyên là Bí thư Thành ủy thành phố Hạ Môn, tỉnh Phúc Kiến; Phó Bí thư Đảng tổ, Phó Tỉnh trưởng thường trực Chính phủ Nhân dân tỉnh Phúc Kiến; Ủy viên Đảng tổ, Phó Bộ trưởng Bộ Tài nguyên thiên nhiên Trung Quốc, Thành viên Tiểu tổ Lãnh đạo công tác Thế vận hội Mùa đông 2022; Phó Bộ trưởng Bộ Tài nguyên đất Trung Quốc.
Triệu Long là Đảng viên Đảng Cộng sản Trung Quốc, học vị Cử nhân Quản lý đất đai, Thạc sĩ Hành chính công, có sự nghiệp hơn 30 năm công tác ở lĩnh vực tài nguyên thiên nhiên, đất đai Trung Quốc. Ông là thủ trưởng cơ quan hành pháp của đơn vị hành chính cấp tỉnh, tức tỉnh trưởng trẻ nhất khi được bổ nhiệm tại Trung Quốc, lúc 54 tuổi.

## Xuất thân và giáo dục
Triệu Long sinh tháng 9 năm 1967 tại địa cấp thị Bàn Cẩm, tỉnh Liêu Ninh, Cộng hòa Nhân dân Trung Hoa. Ông lớn lên và tốt nghiệp phổ thông ở quê nhà. Tháng 9 năm 1985, ông tới thủ đô Bắc Kinh, nhập học Đại học Nhân dân Trung Quốc, Khoa Quản lý đất đai. Trong quá trình học tập, tháng 12 năm 1988, ông được kết nạp Đảng Cộng sản Trung Quốc, tốt nghiệp Cử nhân chuyên ngành Quản lý đất đai vào tháng 7 năm 1989. Tháng 3 năm 2006, ông theo học cao học tại chức chuyên ngành Hành chính công tại khóa đào tạo kết hợp của Đại học Bắc Kinh và Học viện Hành chính Quốc gia Trung Quốc, nhận bằng Thạc sĩ Hành chính công vào tháng 1 năm 2009. Trong quá trình công tác, ông tham gia các khóa đào tạo của trung ương như lớp bồi dưỡng cán bộ trẻ và trung niên từ tháng 3 đến tháng 7 năm 2007; khóa bồi dưỡng cán bộ cấp chính sảnh, địa từ tháng 5 đến tháng 7 năm 2013, tất cả đều tại Trường Đảng Trung ương Đảng Cộng sản Trung Quốc.

## Sự nghiệp

### Các giai đoạn

#### Thời kỳ đầu
Tháng 7 năm 1989, sau khi tốt nghiệp đại học, Triệu Long bắt đầu sự nghiệp của mình khi được tuyển dụng vào vị trí chuyên viên của Cục Quản lý đất đai Quốc gia Trung Quốc, đơn vị cấp phó bộ trực thuộc Quốc vụ viện được thành lập năm 1986. Ban đầu, ông là khoa viên, được điều đi thực tập tại Cục Quản lý Đất đai thành phố Đại Liên, tỉnh Liêu Ninh từ tháng 9 năm 1989 đến tháng 9 năm 1990. Sau đó, ông trở lại Cục Quản lý đất đai Quốc gia, công tác với lần lượt các chức vụ Chuyên viên Phòng Giáo dục, Ty Tuyên giáo Khoa học kỹ thuật, Chuyên viên Văn phòng Tổng hợp, và là Thư ký cấp chính khoa, Văn phòng Tổng hợp, Cục Quản lý đất đai Quốc gia. Tháng 1 năm 1997, ông là Thư ký viên, Phó Trưởng phòng Tổng hợp cấp phó xứ, huyện của Văn phòng Cục Quản lý đất đai Quốc gia.
Tháng 3 năm 1998, trung ương cải tổ cơ cấu, Cục Quản lý đất đai Quốc gia, Cục Khảo sát và Lập bản đồ đất đai Quốc gia (国家测绘地理信息局), Cục Hải dương Nhà nước Trung Quốc được sáp nhập thành lập Bộ Tài nguyên đất Trung Quốc. Triệu Long chuyển vị trí sang Phó Trưởng phòng Đăng ký, chủ trì công việc chung của phòng, thuộc Ty Quản lý địa chính, Bộ Tài nguyên đất; và trở thành trưởng phòng từ tháng 12 năm 1998. Tháng 12 năm 2001, ông được thăng chức làm Phó Ty trưởng Ty Quản lý địa chính, cấp phó sảnh, địa khi 34 tuổi. Ông giữ vị trí này trong gần 9 năm 2001 – 2009, trải qua nhiều hoạt động như học cao học, học lớp bồi dưỡng trung ương, và tham gia chính sách luân chuyển công tác trung ương, địa phương, được điều chuyển kiêm nhiệm vị trí Thường vụ Thị ủy, Phó Thị trưởng Chính phủ Nhân dân địa cấp thị Quảng An, tỉnh Tứ Xuyên trong một năm từ tháng 3 năm 2004 đến tháng 3 năm 2005, vẫn đồng thời là Phó Ty trưởng Ty Quản lý địa chính.

#### Lãnh đạo cấp cao
Tháng 3 năm 2009, Triệu Long được bổ nhiệm làm Cục trưởng Cục Thanh tra đất đai Quốc gia Tế Nam, cấp chính sảnh, địa, một trong chín cục thanh tra đất đai ở các vùng địa phương của Bộ Tài nguyên đất, phụ trách giám sát đất tỉnh Sơn Đông, Hà Nam và thành phố Thanh Đảo. Ông đồng thời là Bí thư Đảng tổ Cục Thanh tra từ tháng 12 cùng năm, lãnh đạo cục cho đến năm 2015. Tháng 6 năm 2015, ông được bổ nhiệm là Ty trưởng Ty Quy hoạch, Bộ Tài nguyên đất. Sau đó, tháng 6 năm 2016, Tổng lý Quốc vụ viện Lý Khắc Cường bổ nhiệm ông làm Ủy viên Đảng tổ, Phó Bộ trưởng Bộ Tài nguyên đất, kiêm nhiệm Ty trưởng Ty Kế hoạch, và là Phó Bộ trưởng trẻ nhất trong các đơn vị cấp bộ của Quốc vụ viện lúc bấy giờ. Năm 2018, Quốc vụ viện cải tổ hệ thống, Bộ Tài nguyên đất được chuyển thể thành Bộ Tài nguyên thiên nhiên Trung Quốc, và ông chuyển chức thành Phó Bộ trưởng Bộ Tài nguyên thiên nhiên. Trong giai đoạn này, ông cũng là Thành viên của Tiểu tổ Lãnh đạo công tác Thế vận hội Mùa đông 2022 tại Trung Quốc từ tháng 2 năm 2020.
Trong giai đoạn công tác ở Bộ Tài nguyên đất, Bộ Tài nguyên thiên nhiên, Triệu Long đã trả lời nhiều vấn đề nóng về tài nguyên của xã hội. Về vấn đề quy hoạch đất địa phương, ông từng trả lời rằng: "Tôi từng là phó thị trưởng ở một địa phương, tôi thấy trong quá trình điều chỉnh quy hoạch không thể nói là tùy tiện được. Thủ tục tương đối đơn giản. Đúng là có hiện tượng khi thay đổi cấp ủy, chính quyền thì có thể thay đổi quy hoạch, thậm chí có trường hợp chính quyền này đề xuất phát triển về phía Đông, chính quyền kế tiếp có thể đề xuất phát triển về phía Tây, khiến việc thực hiện quy hoạch trở nên manh mún, rời rạc." Ông khẳng định rằng: "Không đơn vị, cá nhân nào được thay đổi quy hoạch một cách lũng loạn, kiên quyết ngăn chặn hiện tượng cấp ủy, chính quyền vi phạm quy định, một khi đã đặt ra quy hoạch thì phải kiên trì thực hiện."

### Phúc Kiến
Tháng 7 năm 2020, Bộ Tổ chức, Ban Bí thư Trung ương Đảng họp bàn và điều động Triệu Long tới tỉnh Phúc Kiến, vào Ban Thường vụ Tỉnh ủy Phúc Kiến, nhậm chức Phó Bí thư Đảng tổ Chính phủ Nhân dân tỉnh Phúc Kiến. Sau đó, Ủy ban Thường vụ Nhân Đại Phúc Kiến bầu ông làm Phó Tỉnh trưởng thường trực tỉnh Phúc Kiến. Ngày 29 tháng 1 năm 2021, ông được điều chuyển về thành phố Hạ Môn, nhậm chức Bí thư Thành ủy Hạ Môn, miễn nhiệm vị trí này vào tháng 10 năm 2021. Ngày 22 tháng 10 năm 2021, cuộc họp lần thứ 29 của Ủy ban Thường vụ Đại hội đại biểu Nhân dân tỉnh Phúc Kiến khóa XIII đã quyết định bầu và bổ nhiệm ông làm Phó Tỉnh trưởng kiêm Quyền Tỉnh trưởng Chính phủ Nhân dân tỉnh Phúc Kiến. Ông chính thức là Tỉnh trưởng từ ngày 25 tháng 1 năm 2022, bắt đầu lãnh đạo hành pháp tỉnh Phúc Kiến, là lãnh đạo thứ hai phụ trách phối hợp, hỗ trợ Bí thư Tỉnh ủy Phúc Kiến Doãn Lực. Cuối năm 2022, ông tham gia Đại hội Đảng Cộng sản Trung Quốc lần thứ XX từ đoàn đại biểu Phúc Kiến. Trong quá trình bầu cử tại đại hội, ông được bầu là Ủy viên Ủy ban Trung ương Đảng Cộng sản Trung Quốc khóa XX.